# 짧은털주머니고양이
짧은털주머니고양이(Murexechinus melanurus)는 주머니고양이과에 속하는 유대류의 일종이다. 파푸아와 인도네시아, 파푸아뉴기니에서 산다. 짧은털주머니고양이속(Murexia)의 유일종이다.